# チュイェン
チュイェンは、明朝後期の建州女直で、アイシン･ギョロ氏。清太祖ヌルハチの嫡長子。ホン･バトゥル、アルガトゥ･トゥメンなどとも。
武勇に長け、叔父シュルハチ死後は軍の一部統帥権を握ったが、ヌルハチの嫡長子であることを笠に着て次第に横柄さを見せ始めた為、ヌルハチにより軟禁された末、処刑された。

## 略歴
清太祖ヌルハチとその嫡妻 (元妃) トゥンギャtunggiya氏との間に嫡長子として生まれた。シュルハチ (ヌルハチ同父母弟) 死後には出征時の統帥や軍政を担った。
萬曆26年1598旧暦正月、ヌルハチの命を受け、叔父の巴雅喇バヤラ、噶蓋ガガイ、フョンドン (後の開国五大臣の一) らとともに兵1,000名を率いて安楚拉庫アンチュラクに侵攻した。星の瞬く夜に着いた一行は、村落20箇所を制圧して残りを悉く招降し、接収した人畜は10,000餘りにのぼった。チュイェンは功績によりホン･バトゥルの称号を賜わった。
萬曆35年1607、ウラ属領フィヨ部落がヌルハチへの帰順を願い出た為、ヌルハチは弟シュルハチとチュイェンらを派遣し、フィヨ部民の移送へ向わせた。移送阻止を図るウラも派兵し、両軍は李氏朝鮮領内の烏碣岩で衝突したが、チュイェンらの攻勢に圧されたウラ軍は大敗して将兵を大量に失った。チュイェンはその戦功を讃えられアルガトゥ･トゥメン (漢訳：廣略)の称号を賜わった。
萬曆36年1608、ウラ要塞の一つであるイハン山城を、叔父シュルハチの子アミンとともに攻略した。イハン山城は要害に築かれ難攻不落とされていた為、陥落を知ったウラ国主ベイレブジャンタイはヌルハチに媾和を求め、ヌルハチの女ムクシを降嫁された。

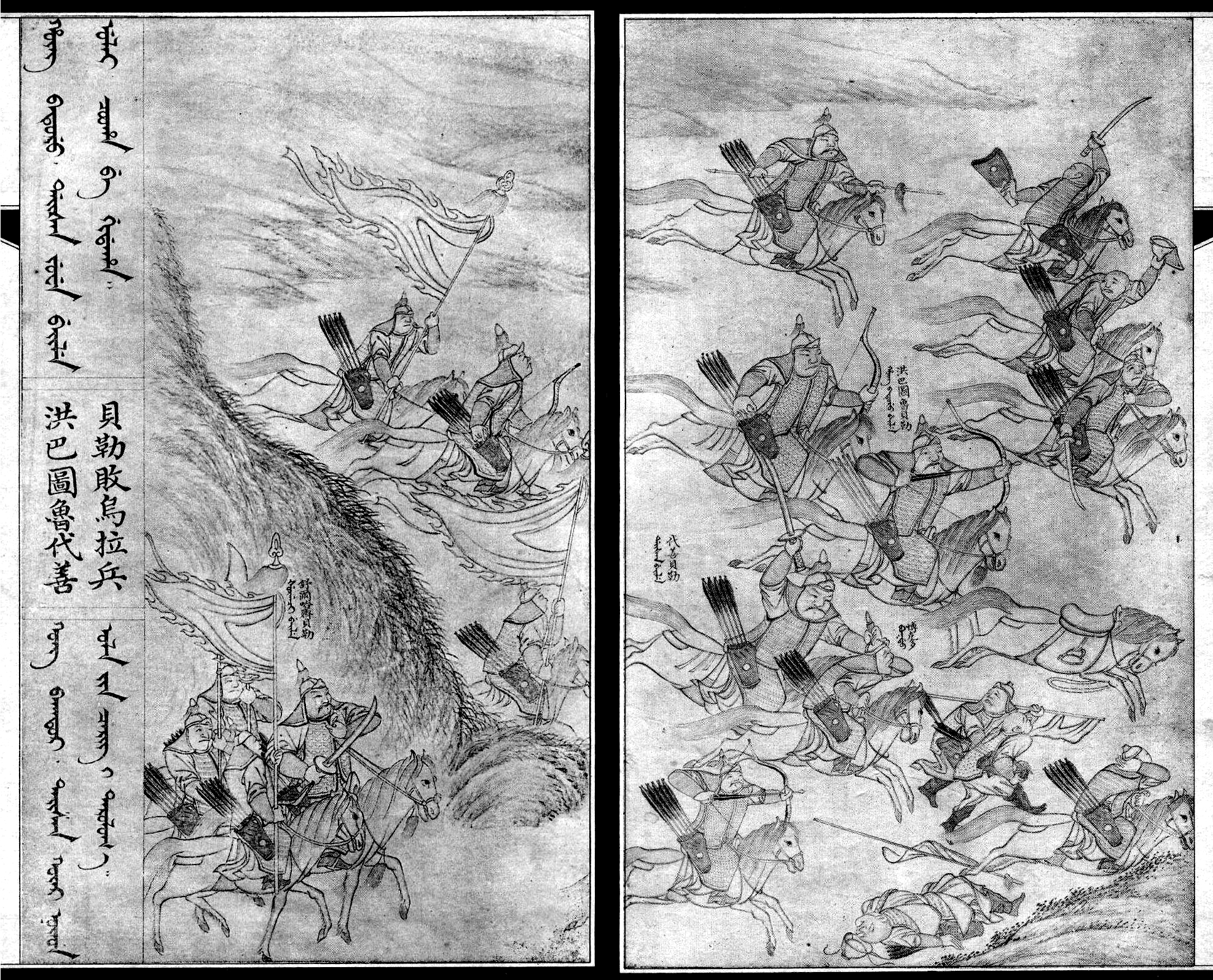
『滿洲實錄』巻3「洪巴圖魯代善貝勒敗烏拉兵」
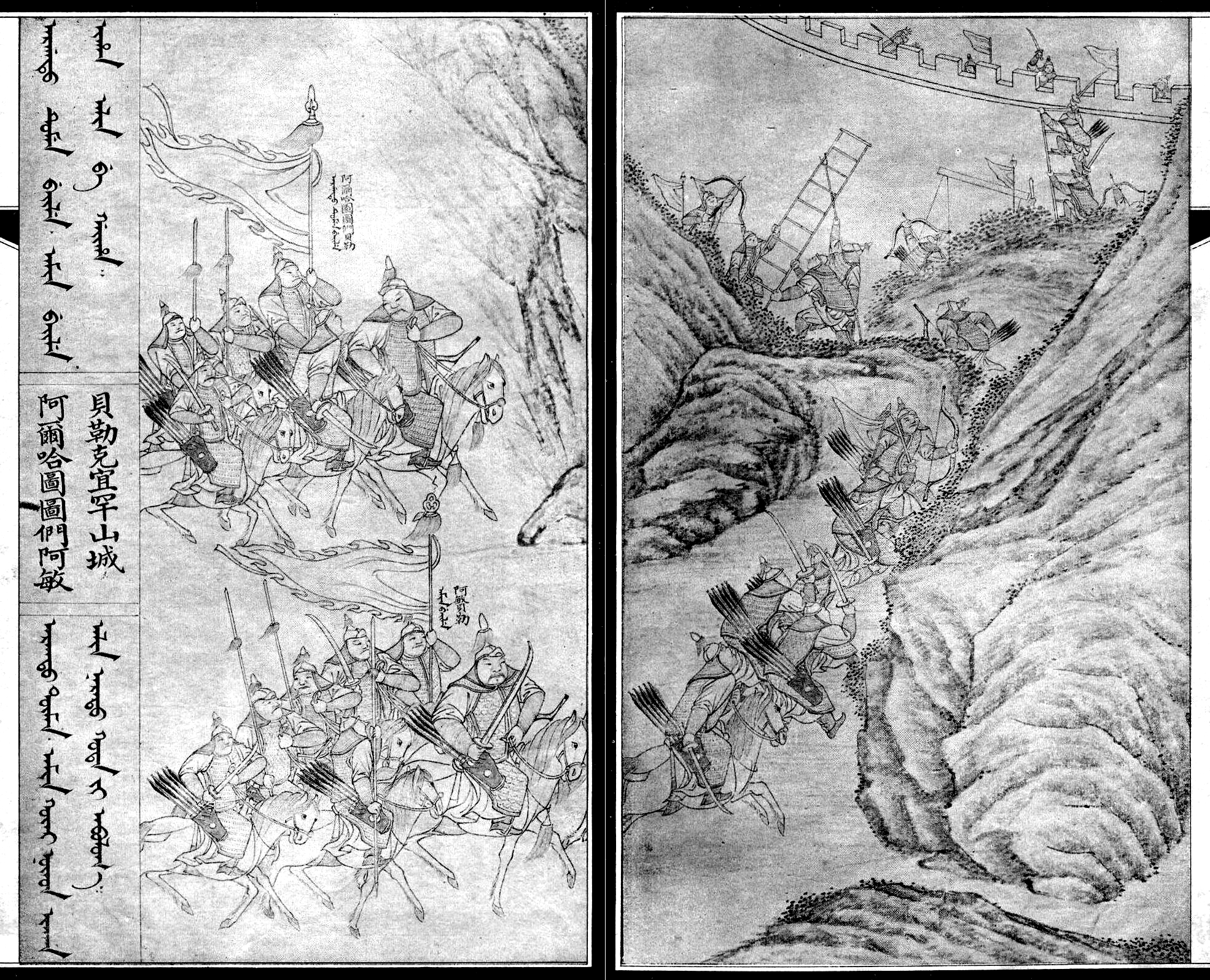
『滿洲實錄』巻3「阿爾哈圖圖們阿敏貝勒克宜罕山城」

しかし後の開国五大臣であるエイドゥ、フョンドン、ホホリ、アンバ･フィヤング、フルハンおよび一部兄弟との関係は良好とは言えず、度々反目者を貶める発言をヌルハチにしていたため、却って自らの部下に対する苛虐的態度が暴露され、兵権も剥奪された。
不満を爆発させたチュイェンはそれを言動に表したため、太子の位を剥奪された挙句、軟禁状態に置かれた。しかしその後のチュイェンは相変わらず反目者を呪詛したり、実権掌握後に反目者を粛清するなどと豪語したり、反省の色がみえず、萬曆43年1615閏8月(後金樹立の前年)、二年に亘る監禁の後、ヌルハチにより処刑された。

## 家庭
＊本章は基本的に『愛新覺羅宗譜』「宗室」乙冊に拠った。それ以外の典拠のみ脚註を附す。

### 妻妾
- 嫡妻・郭絡羅氏常舒の女。
- 後妻・イェヘ･ナラ氏チンギャヌの女。
- 妾媵・富察氏額爾吉圖の女。

### 子女

#### 子
- 長子・杜度：多羅安平貝勒。
- 二子・國歡
- 三子・尼堪：和碩敬謹莊親王

#### 女
- 女名不詳：フョンドン妻。[12]

## 脚註

### 典拠
1. 1 2 3  “戊戌年正月”. 太祖武皇帝實錄. 1. "太祖命……長子出燕台吉……等領兵一千征按褚拉庫……賜出燕台吉名烘把土魯"
2. 1 2 3 4  “戊戌歲萬曆26年1598 1月/段53”. 滿洲實錄. 2. "太祖命……長子褚英台吉……等領兵一千征安楚拉庫……賜褚英台吉名洪巴圖魯"
3. ↑  “康熙47年1708 9月17日/段21366”. 聖祖仁皇帝實錄. 234. "昔我太祖高皇帝時因諸貝勒大臣訐告一案置阿爾哈圖土門貝勒褚燕於法"
4. ↑  “丁未年”. 太祖武皇帝實錄. "太祖賜……出燕奮勇當先賜名阿兒哈兔土門"
5. ↑  “丁未歲萬曆35年1607 1月1日/段372”. 太祖高皇帝實錄. 3. "上賜……以長子洪巴圖魯褚英遇大敵率先擊敗其眾賜號阿爾哈圖土門"
6. 1 2  “丁未歲萬曆35年1607/段69”. 滿洲實錄. 3. "太祖賜……褚英奮勇當先賜名爲阿爾哈圖圖們"
7. ↑  “嘉慶23年1818 11月上2日/段60446”. 仁宗睿皇帝實錄. 349. "果勒豐阿因此次朕臨幸盛京派散秩大臣布都爾瑚納前往廣略貝勒褚英墳墓賜奠"
8. 1 2  “乙卯歲萬曆43年1615閏8月1日/段432”. 太祖高皇帝實錄. 4. "皇長子洪巴圖魯阿爾哈圖土門貝勒褚英薨年三十六"
9. ↑  “天命11年1626 7月23日/段230”. 滿洲實錄. 8. "太祖未即位時先娶之后生長子褚英賜號阿爾哈圖圖們"
10. ↑  “段696”. 太祖高皇帝實錄. 10. "上未成帝業時先聚元妃佟甲氏生子二長褚英號洪巴圖魯後號阿爾哈圖土門……"
11. ↑  “康熙47年1708 10月4日/段21379”. 聖祖仁皇帝實錄. 235. "蘇努自其祖相繼以來即爲不忠其祖阿爾哈圖土門貝勒褚燕在太祖皇帝時曾得大罪置之於法伊欲為其祖報仇故如此結黨敗壞國事"
12. ↑  “天命5年1620 3月8日/段532”. 太祖高皇帝實錄. 7. "扎爾固齊費英東……初率眾來歸上……以皇子阿爾哈圖土門貝勒褚英女妻之｡"

### 註釈
1. ↑  鴛淵は以下のように述べている。「argatuのargaは……計謀……の義があり、……而して太祖實錄戰圖のargatu tumenの對譯の蒙古語にはarhatu tumenとあり、そのarhatuはargateiで有計謀の義と解されるから、滿洲語のargatuも之と同樣に有計謀……の義に解すべきであらう。漢訳に「廣略」とあるのは即ちこの義から來たものであつて、美稱といふべきである。或は之をargat（羅漢）の義として梵語のarhan, arhat（阿羅漢、阿羅訶）に緣ある語と解せられるかも知れないが、……漢譯の廣略と倂せ考へる時、羅漢の意味から轉じて廣略の義となつたものと解する事は無理でないかと思ふ。今は「計謀」に因める語より起つた美稱尊號と考へてをく。」

## 文献

### 實錄
- 編者不詳『太祖武皇帝實錄』(漢) (崇徳元年1636)
- 覺羅氏勒德洪『太祖高皇帝實錄』(漢) (崇徳元年1636)
- 編者不詳『滿洲實錄』(漢) (乾隆46年1781)
  - 『ᠮᠠᠨᠵᡠ ᡳ ᠶᠠᡵᡤᡳᠶᠠᠨ ᡴᠣᠣᠯᡳmanju i yargiyan kooli』(満) (乾隆46年1781)
    - 今西春秋『満和蒙和対訳 満洲実録』刀水書房 (昭和13年1938訳, 1992年刊)
- 馬齊, 張廷玉, 蔣廷錫, 他『聖祖仁皇帝實錄』(漢) (雍正9年1731)

### 史書
- 『愛新覺羅宗譜』「宗室」乙册

### 論文
- 『史林』史學研究會, 18巻2号 (1933) 鴛淵 一「〈研究〉褚英の死に就いて - 滿文老档研究の一齣」